# 新界區專線小巴604線
新界區專線小巴604線是香港一條由瑞明服務營辦的專線小巴路線，來往山廈村及元朗站（鳳翔路）。

## 歷史
- 1991年11月11日：604投入服務。[2]
- 2015年11月8日：改為來往山下村及YOHO Midtown。[3][4]
- 2016年2月21日：恢復2015年11月8日前的起訖點，並增設往返元朗公園及新時代中城的特別班次。[5]
- 2018年：取消往返元朗公園及新時代中城的特別班次。[6]

## 行車路線
- 往元朗站方向，駛經：山下路、公園南路、馬田路、元朗體育路、教育路、大棠路、合益路、鳳翔路及朗日路
- 往山下村方向，駛經：朗日路、朗樂路、青山公路元朗段、鳳翔路、合益路、大棠路、教育路、元朗體育路、馬田路、公園南路、欖口村路（如有需要）及山下路

綠色字為鄉郊路段，不影響行車安全時沿途皆可上落客。

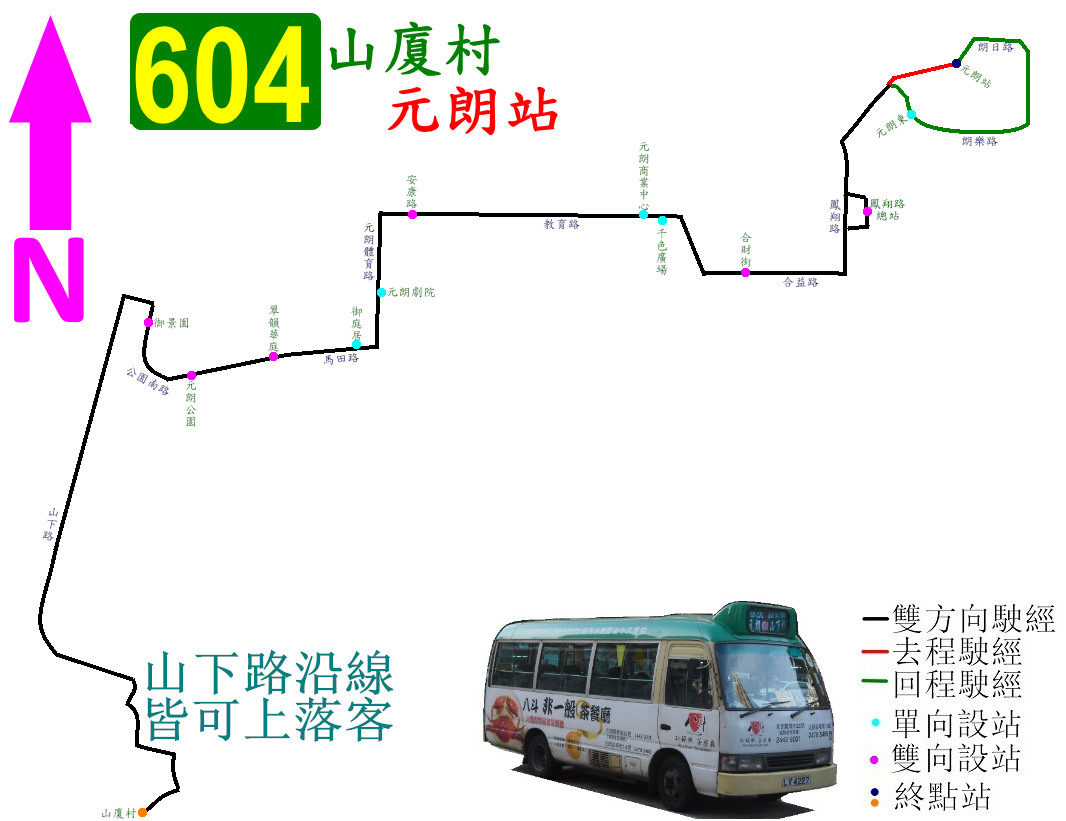
新界專線小巴604線的走線圖